# Johann Michael Voltz
Pour les articles homonymes, voir Voltz.
Johann Michael Voltz (né le 16 octobre 1784 à Nördlingen, mort le 17 avril 1858 à Nördlingen) est un graveur et peintre bavarois.

## Biographie
Voltz est le fils d'un instituteur. Il apprend la gravure auprès de Friedrich Weber qui est aussi marchand d'art à Augsbourg. Cependant il prend des cours de dessin et d'estampe avec le peintre de cour Schmidt.
Il est ensuite employé par la Librairie académique Herzberg à Augsbourg, pour laquelle il crée des estampes populaires. Après son séjour à Munich en 1808, il en fera de 1809 jusqu'à sa mort.
L'œuvre de Johann Michael Voltz compte 5000 dessins et gravures. Il illustre notamment les scènes de bataille et d'autres évènements de son époque : les guerres napoléoniennes (à partir de 1805), la Campagne d'Allemagne (1813), la guerre d'indépendance grecque... Il fait aussi des images de scènes historiques et de genre (Martin Luther à la Diète de Worms). Voltz est connu comme l'un des rares dessinateurs politiques allemands du début du XIXe siècle ; ses caricatures de Napoléon Bonaparte sont encore aujourd'hui repris dans les livres d'Histoire.
Johann Michael Voltz est le père des peintres Friedrich Voltz et Ludwig Gustav Voltz.

La liberté de la presse, caricature de 1819.
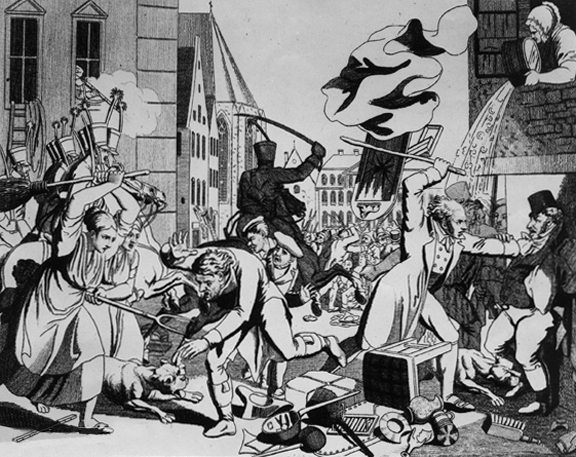
Émeutes à Francfort. À gauche, deux paysannes attaquent un Juif avec une fourche et un balai. À droite, un homme à lunettes, queue de pie et gilet à six boutons, « peut-être un pharmacien ou un maître d'école »[1], tient un autre Juif par la gorge et le frappe avec un bâton de bois.